# Emil Steger

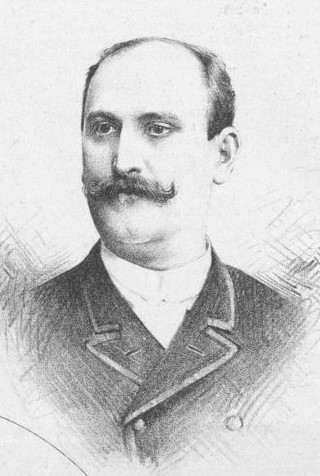
Steger als Mitglied der Brünner Oper, in: Der Humorist, 1890

Emil Steger (geboren 19. Juni 1858 in Wien, Kaisertum Österreich; gestorben 3. Januar 1929 in Inzersdorf bei Wien) war ein österreichischer Opern- und Konzertsänger in der Stimmlage Bariton.

## Leben
Emil Steger begann ein Jurastudium und wechselte dann zum Gesang, für den er in Wien und in Italien ausgebildet wurde. Steger hatte sein erstes Engagement am Opernhaus Graz, danach sang er 1881/82 am Stadttheater Zürich, dann am Hoftheater von Wiesbaden und 1886/87 am Stadttheater Basel. Steger setzte seine Karriere in den USA am Thalia-Theater New York fort und sang 1887/88 an der Metropolitan Opera den Telramund im Lohengrin. 
Von 1889 bis 1892 war Steger am Theater von Brünn engagiert und danach in Köln und in Halle an der Saale. Er kehrte nach Wien zurück und tourte von dort aus bis 1914 mit Liederabenden durch Europa. Steger arbeitete auch als Gesangspädagoge, unter den Schülern waren Hans Duhan und Herbert Thöny. 
Sein Bruder Heinrich Steger (1854–1929) war ein in Wien erfolgreicher Strafverteidiger. 